# 中国佛学院普陀山学院
中国佛学院普陀山学院是位于中国浙江省舟山市普陀区朱家尖岛的一座集本科学历教育、佛教院校师资培养、中国汉传佛教八大宗派研究、僧众继续教育和居士培训以及国际佛教文化交流于一体的综合性现代化高等佛学院。

## 沿革
该院前身为普陀山佛教协会于1988年成立的普陀山佛学院，院址位于普陀山福泉禅林。2004年中国佛学院教育学院筹设，2011年，中国佛学院普陀山学院（原拟称“中国佛学院教育学院”）由国家宗教事务局批准成立。该院由中国佛教协会主办，中国佛学院、浙江省佛教协会、普陀山佛教协会承办，其中普陀山佛教协会主要承办。

## 历任院长
普陀山佛学院院长
- 释妙善（1988年-2000年）
- 释戒忍（2000年-2011年）

中国佛学院普陀山学院院长
- 释道慈（2012年-）[1]